# Janina Karolčik-Pravalinska
Janina Karolčik-Pravalinska (belorusko Яніна Карольчык-Правалінская), beloruska atletinja, * 26. september 1976, Grodno, Belorusija.
Nastopila je na poletnih olimpijskih igrah v letih 2000, 2008 in 2012, leta 2000 je osvojila naslov olimpijske prvakinje v suvanju krogle. Na svetovnih prvenstvih je naslov prvakinje leta 2001, na evropskih prvenstvih pa bronasto medaljo leta 1998. Leta 2003 je prejela dvoletno prepoved tekmovanja zaradi dopinga.